# Live at the Aladdin Theatre
Albums de Johnny Hallyday
Destination Vegas
(1996) Ce que je sais
(1998)
Live at the Aladdin theatre est le 19e album live de Johnny Hallyday, il propose le concert unique donné par le chanteur, le 24 novembre 1996 à Las Vegas à l'Aladdin. Le récital est resté inédit en CD en 1996, seules les nouvelles chansons créés pour l'occasion furent réunies sur l'album Destination Vegas. Il sort pour la première fois en CD en 2003.
L'album est réalisé par Chris Kimsey (en).

## Autour de l'album
- Référence originale : Mercury Universal 077 225-2

- Le spectacle sort en 1996 en vidéo cassette et pour la dernière fois en Laserdisc 30 cm (LDV).
- La sortie en album CD de 2003, ne propose pas l'intégralité du tour de chant, auquel manque les titres Elle est terrible (chanté entre Hi Heel Snakers et Johnny reviens) et surtout My Baby Left Me, reprise totalement inédite en disque d'Hallyday du titre d'Elvis Presley (interprété juste après Jolie petite rock'n'rolleuse). Johnny Hallyday en 1964, sur l'album Johnny reviens ! Les Rocks les plus terribles a enregistré une adaptation française de la chanson sous le titre Tu me quittes.

Durant les répétitions du concert à Las Vegas, Johnny Hallyday a enregistré le titre Grave-moi le cœur qui est resté totalement inédit à la scène et au disque jusqu'en décembre 2023 avec la sortie du coffret Johnny Hallyday Symphonique, (compilant les albums posthumes Johnny et Johnny Acte II, respectivement parus en 2019 et 2021). 
Grave-moi le cœur est l'adaptation par Jean Fauque de la chanson Love Me Tender d'Elvis Presley, qui finalement sera interprété par Hallyday à Vegas, au détriment de l'adaptation délaissé par le chanteur à la scène comme pour l'album. Il s'agit, après Amour d'été, enregistrée en 1967 (album Johnny 67), de la seconde adaptation par Johnny de la balade d'Elvis Presley.

## Titres
| 1.  | Je sais que tu ne peux pas trouver mieux ailleurs (I Betcha You Gonna Like It) | Pierre Billon, Long Chris                  | Buddy Killen, Robert Riley              |  |
| 2.  | Rock'n'roll man                                                                | Michel Mallory                             | Tommy Brown                             |  |
| 3.  | La terre promise (Promised Land)                                               | Michel Mallory (adaptation)                | Chuck Berry                             |  |
| 4.  | Rien que huit jours (Forty Days)                                               | Manou Roblin (adaptation)                  | Chuck Berry                             |  |
| 5.  | Pour moi tu es la seule (Sweet Lovin' Mamma)                                   | Ralph Bernet (adaptation)                  | Johnny « Guitar » Watson                |  |
| 6.  | La ville des âmes en peine (Lonesome Town)                                     | Jean Fauque (adaptation)                   | Baker Knight                            |  |
| 7.  | Memphis est loin d'ici (Memphis, Tennessee)                                    | Jean Fauque (adaptation)                   | Chuck Berry                             |  |
| 8.  | Miss Claudie (Lawdy Miss Clawdy)                                               | Jean Fauque (adaptation)                   | Lloyd Price                             |  |
| 9.  | Comme un fou (Stuck on You)                                                    | Michel Mallory (adaptation)                | J. Leslie McFarland, Aaron Schroeder    |  |
| 10. | Love Me Tender                                                                 | Ken Darby, Vera Matson                     | Ken Darby, Vera Matson                  |  |
| 11. | Dans le Bayou (Born on the Bayou)                                              | Jean Fauque (adaptation)                   | John Fogerty                            |  |
| 12. | Jolie petite rock'n'rolleuse (Sweet Little Rock'N'Roller)                      | Philippe Labro (adaptation)                | Chuck Berry                             |  |
| 13. | Quand ça vous brise le cœur (That's When Your Heartache Begins)                | Georges Aber, Johnny Hallyday (adaptation) | Fred Fisher, William Raskin, Billy Hill |  |
| 14. | Chanter pour toi                                                               | Étienne Roda-Gil                           | David Hallyday                          |  |
| 15. | Gabrielle (The King Is Dead)                                                   | Long Chris (adaptation)                    | Tony Cole (musician) (en)               |  |
| 16. | Comme un roc (Like a Rock)                                                     | Philippe Labro (adaptation)                | Bob Seger                               |  |
| 17. | Sur la route de Memphis (That's How I Got to Memphis (en))                     | Claude Moine (adaptation)                  | Tom T Hall (en)                         |  |
| 18. | Hi-Heel Sneakers                                                               | Robert Higginbotham                        | Robert Higgenbotham                     |  |
| 19. | Johnny reviens (Johnny B. Goode)                                               | Manou Roblin (adaptation)                  | Chuck Berry                             |  |
| 20. | Frankie et Johnny (Frankie and Johnny)                                         | Manou Roblin (adaptation)                  | Gene Vincent                            |  |
| 21. | Je vais te secouer (Not Fade Away)                                             | Jean Fauque (adaptation)                   | Charles Hardin Holley, Norman Petty     |  |
| 22. | Requiem pour un fou                                                            | Gilles Thibaut                             | Gérard Layani                           |  |
| 23. | Rouler sur la rivière (Proud Mary)                                             | Jean Fauque (adaptation)                   | John Fogerty                            |  |
| 24. | Monnaie monnaie (Money Honey)                                                  | Jean Fauque (adaptation)                   | Jesse Stone                             |  |
| 25. | Je suis né dans la rue                                                         | Long Chris                                 | Mick Jones, Tommy Brown                 |  |
| 26. | Que je t'aime                                                                  | Gilles Thibaut                             | Jean Renard                             |  |
| 27. | O Carole (Carol)                                                               | Manou Roblin (adaptation)                  | Chuck Berry                             |  |
| 28. | La musique que j'aime                                                          | Michel Mallory                             | Johnny Hallyday                         |  |
| 29. | Tes tendres années (Tender Years)                                              | Ralph Bernet (adaptation)                  | Darrell Edwards                         |  |
| 30. | Blue Suede Shoes                                                               | Carl Perkins                               | Carl Perkins                            |  |
| 31. | Tutti Frutti                                                                   | Dorothy LaBostrie, J. Lubin                | Richard Penniman                        |  |

## Musiciens
- Guitare : Robin Le Mesurier / Shane Fontayne (en)
- Basse : Phil Soussan
- Batterie : Ian Wallace
- Claviers : Tim Moore / Ian Kewley
- Saxophone : Jimmy Roberts
- Harmonica : Christophe Dupeu
- Chœurs et coordination musicale : Érick Bamy